# 시트릭스 시스템즈

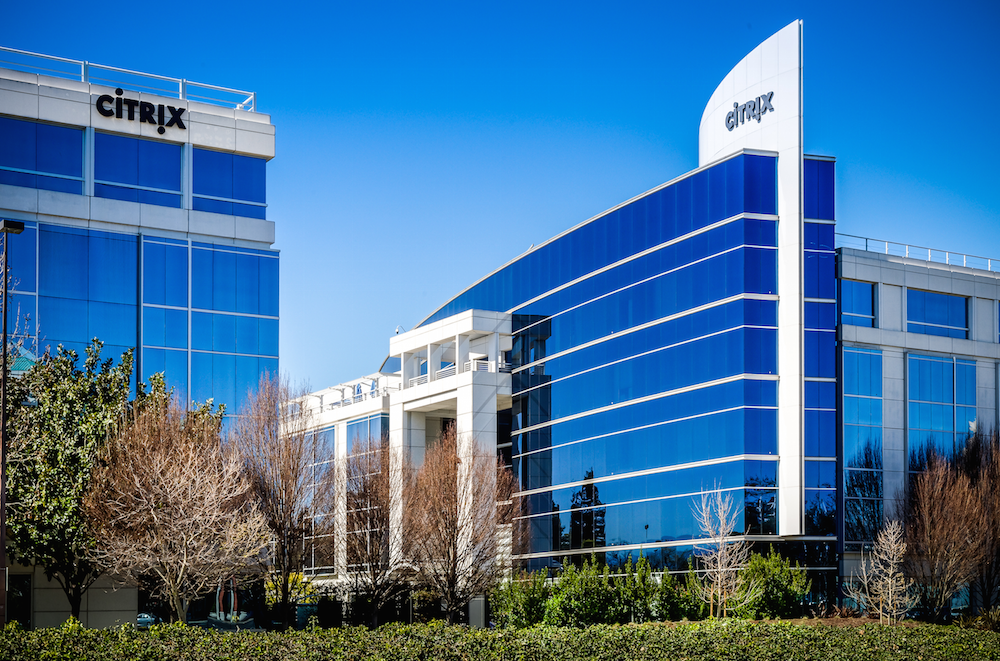
시트릭스 시스템즈는 미국 캘리포니아주 샌타클래라에 위치해 있다.

시트릭스 시스템즈(영어: Citrix Systems)는 1989년 설립된 미국의 다국적 소프트웨어 기업으로, 서버, 애플리케이션 및 데스크톱 가상화, 네트워킹, SaaS, 클라우드 컴퓨팅 기술을 제공한다.
이 회사는 마이크로소프트 운영 체제용 원격 접속 제품들을 개발함으로써 시작하였다. 마이크로소프트로부터 소스 코드를 라이선스 받았고, 역사적으로는 마이크로소프트와 파트너십 관계에 있다. 시트릭스는 1990년대에 신 클라이언트 기술에서 선두주자로 명성을 떨쳤다. 2000년대 중반에 여러 인수 과정을 통해 이 회사는 서버와 데스크톱 가상화 및 클라우드, IaaS까지 확장했다.
시트릭스는 현재 전세계 33만개의 조직에 서비스하고 있다.

## 인수
시트릭스는 수많은 합병, 인수를 통해 새로운 기술과 서비스들을 확장하고 추가하고 있다. 첫 인수는 1997년 데이터팩(DataPac)으로, 데이터팩의 기술과 아시아 태평아 지역의 지위를 이용하기 위해 사들였다. 다른 주요 인수로는 2004년 엑스퍼트시티(ExpertCity), 2005년 넷스케일러(NetScaler), 2007년 젠소스(XenSource), 2011년 셰어파일이 포함된다. 2015년에 시트릭스는 거의 50개 회사를 인수한 상태이다.

## 같이 보기
- 시스코 시스템즈